# 1777年の相撲
1777年の相撲（1777ねんのすもう）は、1777年の相撲関係のできごとについて述べる。

## 本場所など
- 4月場所（江戸相撲）[1]
  - 興行場所:深川八幡宮境内
  - 5月13日（旧4月7日）より晴天8日間興行
- 7月場所（大坂相撲）[1]
  - 興行場所:難波新地
  - 8月22日（旧7月20日）より晴天10日間興行
- 8月場所（京都相撲）[1]
  - 興行場所:二条川東
  - 9月12日（旧8月11日）より9日間興行
- 10月場所（江戸相撲）[2]
  - 興行場所:深川八幡宮境内
  - 11月12日（旧10月13日）より晴天8日間興行